# Jarovnice
Jarovnice este o comună slovacă, aflată în districtul Sabinov din regiunea Prešov. Localitatea se află la altitudinea de 422 m deasupra n.m., se întinde pe o suprafață de 20,17 km2 și în 2017 număra 6.643 de locuitori.

## Istoric
Localitatea Jarovnice este atestată documentar din 1260.

## Demografie
| An:                | 1994 | 2004    | 2014    | 2024    |
| ------------------ | ---- | ------- | ------- | ------- |
| Număr de persoane: | 3377 | 4562    | 6110    | 8261    |
| Diferență:         |      | +35,09% | +33,93% | +35,20% |

| An:                | 2023 | 2024   |
| ------------------ | ---- | ------ |
| Număr de persoane: | 7992 | 8261   |
| Diferență:         |      | +3,36% |